# 川口秀子
初代 川口 秀子（しょだい かわぐち ひでこ、1922年（大正11年）5月30日 - 2009年（平成21年）1月5日）は、大阪府出身の日本舞踊家。川口流を創設した。

## 来歴
大阪に生まれる。父は侠客の水熊。母は芸妓。幼い頃から山村流、若柳流の踊りを習う。上京し、7歳頃から六代目尾上菊五郎、二世西川鯉三郎に舞踊を習う。1939年（昭和14年）、19歳で川口流を創流する。1957年（昭和32年）、演出家の武智鉄二と結婚。古典と現代を融合させる舞踊作品を上演する。また映画にも女優として出演。武智が監督をした谷崎潤一郎原作の映画『紅閨夢』では谷崎松子に当たる政子の役を演じた。老衰により死去。86歳。

二代目 川口秀子（生年不詳）のあと、初代の孫娘・川口 千枝が2012年に川口流三世家元を襲名した。

### 映画
- 『愛染草』（1934年） - 静千代 役
- 『紅閨夢』（1964年） - 政子 役
- 『白昼の通り魔』（1966年） - マツ子の母 役
- 『源氏物語』（1966年） - 六条御息所 役

### 著書
- 『舞ごころ』（1965年、白蝶会）